# Bexiga hiperativa
Bexiga hiperativa (OAB) é uma condição em que há um sentimento frequente da necessidade de urinar em um nível que afeta negativamente a vida de uma pessoa. A necessidade frequente de urinar pode ocorrer durante o dia, à noite, ou ambos. Se há perda de controle da bexiga, em seguida, é conhecida como incontinência de urgência. Mais de 40% das pessoas com bexiga hiperativa tem incontinência. Cerca de 40% a 70% da incontinência urinária é devido a bexiga hiperativa, mas não representa risco à vida. A maioria das pessoas com a condição têm problemas por anos.
A causa da bexiga hiperativa é desconhecida. Fatores de risco incluem obesidade, cafeína, e prisão de ventre. Diabetes mal controlada, mobilidade funcional reduzida e dor pélvica crônica podem agravar os sintomas. Pessoas muitas vezes têm os sintomas por um longo tempo antes de procurar tratamento e a doença é, muitas vezes, identificadas por cuidadores. O diagnóstico é baseado nos sinais e sintomas e requer que outros problemas, tais como infecções do trato urinário ou condições neurológicas, sejam excluídos. A quantidade de urina em cada micção é relativamente pequeno. Dor ao urinar sugere que há um outro problema além da bexiga hiperativa.
O tratamento específico nem sempre é necessário. Se for desejado, exercícios Kegel, treinamento da bexiga, e outros métodos comportamentais são, inicialmente, recomendados. A perda de peso em pessoas que estão acima do peso, redução no consumo de cafeína, e ingestão moderada de fluídos, também podem ter benefícios. Medicamentos, normalmente do tipo anti-muscarínicos, são recomendados somente se outras medidas não forem eficazes. Eles não são mais eficazes do que os métodos comportamentais; no entanto, estão associados a efeitos colaterais, particularmente em pessoas mais velhas. Alguns métodos de estimulação elétrica não-invasiva parecem ser eficazes, enquanto estão em uso. Injeções de toxina botulínica na bexiga é outra opção. Cateteres urinários ou cirurgia geralmente não são recomendados. Um registro diário para acompanhar a doença pode ajudar a determinar se os tratamentos estão funcionando.
Estima-se que a bexiga hiperativa afete 7-27% dos homens e 9-43% das mulheres, tornando-se mais comum com a idade. Alguns estudos sugerem que a condição é mais comum em mulheres, especialmente quando associada a perda de controle da bexiga. Os custos econômicos da bexiga hiperativa foram estimados nos Estados Unidos em 12,6 bilhões e 4,2 bilhões de Euros em 2000.